# Chariesthoides bicornuta
Chariesthoides bicornuta – gatunek chrząszcza z rodziny kózkowatych i podrodziny zgrzypikowych. Jedyny przedstawiciel rodzaju Chariesthoides.

## Zasięg występowania
Afryka Wschodnia, Występuje w Kenii i Somalii.